# Bob Chaperon
Robert „Bob“ Chaperon (* 18. Mai 1958) ist ein ehemaliger kanadischer Snookerspieler, der zwischen 1984 und 2003 insgesamt 16 Saisons lang Profispieler war.

## Karriere

### Anfänge
Erstmals auf sich aufmerksam machte sich der Frankokanadier Chaperon, als er 1981 mit einem 9:5-Sieg über Carey Lorraine die kanadische Snooker-Meisterschaft gewann. Ein Jahr später nahm Chaperon an der Amateurweltmeisterschaft teil, wo er jedoch in der Gruppenphase mit fünf Siegen und drei Niederlagen gegen Wayne Jones, Warren King und Paul Mifsud ausschied. Ein Jahr später wurde er als Amateur zur Canadian Professional Championship eingeladen, wo er nach einem Sieg über Gerry Watson an Frank Jonik scheiterte. Zur folgenden Saison 1984/85 wurde er Profispieler, gleichwohl zog er ins englische Gainsborough.

### 1984–1987: Erste Profijahre
Die Saison 1984/85 begann für Chaperon mit zwei Auftaktniederlagen, ehe er mithilfe von Siegen über Tony Kearney und Matt Gibson  beim Grand Prix die Runde der letzten 64 erreichte und dort an Dave Martin scheiterte. Jedoch verlor er anschließend erneut zwei Auftaktspiele, bevor ihm bei den British Open Patsy Fagan, Bill Werbeniuk und Wayne Jones besiegte, ehe er im Achtelfinale gegen den späteren Sieger Silvino Francisco verlor. Zum Saisonabschluss besiegte er in der Qualifikation für die Snookerweltmeisterschaft den Engländer Roger Bales und die Australier Leon Heywood und Paddy Morgan, ehe er in der vorletzten Qualifikation dem achtfachen Weltmeister Fred Davis mit 9:10 unterlag. Zum Saisonende wurde Chaperon in der Weltrangliste der kommenden Saison auf den 44. Weltranglistenplatz gesetzt.
Direkt zu Beginn der nächsten Saison erreichte Chaperon bei der Canadian Professional Championship mithilfe von Siegen über Paul Thornley, Kirk Stevens und Frank Jonik sein erstes Profifinale, was er allerdings mit 4:6 gegen Ex-Weltmeister Cliff Thorburn verlor. Anschließend erreichte er die Runde der letzten 32 der Matchroom Trophy und verlor dort gegen Murdo MacLeod, ehe er zwei Auftaktniederlagen einstecken musste. Kurz darauf erreichte er durch Siege über Pascal Burke und Vic Harris sowohl beim Classic als auch bei den British Open die Runde der letzten 64 und unterlag dort Steve Davis und Cliff Wilson. Zum Saisonende besiegte er in der Qualifikation für die Snookerweltmeisterschaft seinen Landsmann Frank Jonik, bevor er in der vorletzten Qualifikationsrunde an Marcel Gauvreau – ebenfalls Kanadier – scheiterte. Auf der Weltrangliste verlor er einige Plätze, sodass er in der folgenden Saison auf dem 53. Platz gelistet war.
Die Saison 1986/87 begann wiederum mit einer Niederlage gegen Frank Jonik im Viertelfinale nach einem Sieg über Jim Bear bei der Canadian Professional Championship, bevor er bei den International Open die Engländer Nigel Gilbert und Dave Martin sowie den Malteser Tony Drago besiegte, um im Achtelfinale gegen Eugene Hughes zu verlieren. Anschließend besiegte er beim Grand Prix Dave Chalmers und Ray Reardon und verlor in der Runde der letzten 32 gegen Stephen Hendry, bevor er bei den folgenden drei Turnieren – UK Championship, Classic und British Open – jeweils die Runde der letzten 64 erreichte und dort ein Mal David Taylor und zwei Mal Kirk Stevens unterlag. Schließlich beendete er die Saison mit einer Niederlage gegen John Spencer in der vorletzten Qualifikationsrunde für die Snookerweltmeisterschaft, nachdem er bereits Jack Fitzmaurice besiegt hatte. Auf der Weltrangliste konnte er sich auf Rang 41 verbessern.

### 1987–1990: Jahre in den Top 20 der Weltrangliste
Nach einer Auftaktniederlage zum Start in die Saison 1987/88 erreichte Chaperon erst die Runde der letzten 32 der International Open, ehe im mithilfe von Siegen über Brian Rowswel, David Taylor, Pat Houlihan und Mick Fisher der Einzug ins Viertelfinale des Grand Prix gelang, um dort gegen John Parrott zu verlieren. Nachdem er in den beiden folgenden Turnieren – UK Championship und Classic – lediglich die Runde der letzten 64 erreicht hatte, zog er bei den British Open in die Runde der letzten 32 ein, wo er gegen Tony Jones verlor. Zum Saisonende gelang ihm durch Siege über Robert Marshall, Tommy Murphy und David Taylor erstmals die Qualifikation für die Hauptrunde der Snookerweltmeisterschaft im Crucible Theatre, wo er jedoch mit 2:10 an Mike Hallett scheiterte. Auf der Weltrangliste konnte er sic erstmals in die Top 32 begeben; in der folgenden Saison belegte er 29. Platz.
Die folgende Saison begann für Chaperon mit einem Einzug ins Achtelfinale der International Open, ehe er nach einer Auftaktniederlage bei der Canadian Professional Championship beim Grand Prix in der Runde der letzten 32 an Dennis Taylor scheiterte. Anschließend verlor er zwei Auftaktspiele, bevor er beim Classic nach einem Sieg über Jack McLaughlin in der Runde der letzten 32 an John Virgo scheiterte. Es folgten wiederum zwei Auftaktniederlagen, bevor er zum Saisonende durch einen 10:4-Sieg über Martin Clark sich für die Hauptrunde der Snookerweltmeisterschaft qualifizierte, wo er am Waliser Terry Griffiths scheiterte. Hinsichtlich der Weltrangliste gelang es ihm, seinen 29. Platz zu halten.
Die Saison 1989/90 begann mit einem Einzug in die Runde der letzten 32 der Hong Kong Open, ehe er nach einer Auftaktniederlage bei den Asian Open ebenjene Runde auch bei den International Open erreichte. Jedoch folgten zwei Auftaktniederlagen, ehe er ebenso bei der UK Championship und beim Classic die Runde der letzten 32 erreichte. Schließlich folgte der größte Karrieretriumph von Chaperon, als er bei den British Open mit Siegen über Jim Donnelly, Mike Hallett, Alain Robidoux, Neal Foulds und Robert Marshall ins Finale einzog. Dort traf er auf den zweifachen Weltmeister Alex Higgins und besiegte ihn überraschenderweise mit 10:8, sodass Chaperon sein erstes und zugleich einziges Ranglistenturnier gewann – und dies zur großen Überraschung der Snookerwelt, da Chaperon nicht ansatzweise als Favorit galt. Es folgte noch eine 0:5-Niederlage in der Runde der letzten 32 der European Open, ehe er die Saison mit einer 9:10-Niederlage gegen Darren Morgan in der finalen Qualifikationsrunde für die Snookerweltmeisterschaft beendete. Auf der Weltrangliste war er in der kommenden Saison auf dem 25. Platz gelistet, der ab diesem Zeitpunkt seine beste Weltranglistenplatzierung, die er jemals erreicht hatte, war. Des Weiteren gewann Chaperon zusammen mit Cliff Thorburn und Alain Robidoux gegen das nordirische Team um Alex Higgins, Dennis Taylor und Tommy Murphy den World Cup.

### 1990–1993: Abgang in die Top 40
Nach einer Auftaktniederlage zum Start in die Saison 1990/91 erreichte Chaperon die Runde der letzten 32 der Asian Open, bevor er erneut drei Auftaktniederlagen einstecken musste. Kurz darauf erreichte er das Achtelfinale des Classics, ehe er beim Einzelwettbewerb der Männer beim World Masters in der Runde der letzten 64 an Tony Chappel scheiterte. Jedoch beendete Chaperon die Saison mit drei weiteren Auftaktniederlagen, wodurch er auf der Weltrangliste auf den 30. Platz abrutschte.
Die darauffolgende Saison begann mit drei Auftaktniederlagen, ehe Chaperon bei der UK Championship den Engländer Andrew Cairns besiegte, eine Runde später an Terry Griffiths zu scheitern. Die Runde der letzten 32 erreichte er im Anschluss daran auch beim Classic sowie bei den Asian Open und Welsh Open, jedoch kam er nie über diese heraus. Wiederum folgten drei Auftaktniederlagen, bevor Chaperon die Saison mit einem 10:3-Sieg über Jon Wright in der finalen Qualifikationsrunde für die Hauptrunde der Snookerweltmeisterschaft und einer dortigen Niederlage gegen Terry Griffiths beendete. Auf der Weltrangliste verlor Chaperon zehn Plätze.
Auch die Saison 1992/93 begann mit drei Auftaktniederlagen, ehe Chaperon sowohl bei den Welsh Open als auch bei den European Open die Runde der letzten 64 erreichte und dort jeweils an Martin Clark scheiterte. Nach zwei Auftaktniederlagen gelang ihm bei den International Open mithilfe von Siegen über Paul McPhillips und Alain Robidoux der Einzug in die Runde der letzten 32, wo er an Darryn Walker scheiterte. Zum Saisonende zog Chaperon in die vorletzte Qualifikationsrunde für die Snookerweltmeisterschaft ein, wo er jedoch gegen Karl Broughton verlor. Auf der Weltrangliste konnte sich Chaperon um einen Platz verbessern.

### 1993–1997: Absturz auf Weltranglistenplatz 399 und vorläufiges Ende der Profikarriere
Jedoch folgte mit der Saison 1993/94 ein äußerst tiefer Einschnitt. Chaperon nahm an neun Turnieren teil, jedoch konnte er nur bei den European Open ein Spiel gewinnen und verlor alle restlichen Partien. Auf der Weltrangliste machte sich dies nur teilweise bemerkbar, da er lediglich auf Platz 79 abstürzte.
Im Rahmen der nächsten Saison gewann Chaperon immerhin drei Spiele; erneut eines bei den European Open und des Weiteren jeweils ein Spiel bei den Thailand Open und bei den British Open. Jedoch beendete Chaperon die Saison, in dem er sein Spiel in der Qualifikation für die Snookerweltmeisterschaft kampflos aufgab, was schon ein Vorbote dessen war, was in den kommenden Saisons folgte. Denn in den zwei folgenden Saisons bestritt Chaperon, obwohl er weiterhin als Profispieler galt und auf dem 121. beziehungsweise 399. Weltranglistenplatz gelistet war, kein einziges Spiel mehr, bevor er mit dem Ende der Saison 1996/97 seine Karriere vorerst beendete.

### 1997–2003: Profi- und Amateurjahre im Wechsel
Nachdem Chaperon in der folgenden Saison pausiert hatte, wagte er zur Saison 1998/99 ein Comeback, welches jedoch mit vier Siegen – darunter eine kampflose Aufgabe des Gegners – nicht gut verlief, sodass er – nun gelistet auf Weltranglistenplatz 172 – wieder seinen Profistatus abgab.
In der folgenden Amateurzeit nahm Chaperon nach 19 Jahren wieder an der kanadischen Snooker-Meisterschaft teil, wo er durch einen 5:0-Sieg über Kenny Shea das Finale erreichte und dort mit 3:6 an Kirk Stevens scheiterte.
Zur Saison 2000/01 versuchte es Chaperon erneut, sich als Profispieler zu etablieren; jedoch ging auch dieser Versuch nicht gut aus. Während acht Turnieren gewann Chaperon lediglich bei den British Open und in der Qualifikation für die Snookerweltmeisterschaft ein Spiel, alle anderen verlor er, immerhin mehrfach im letztmöglichsten Frame. Auf der Weltrangliste war er auf dem 154. Platz gelistet, sodass er in der kommenden Saison erneut Amateurspieler war.
Zwei Jahre später folgte der nächste Anlauf, als die Saison 2002/03 seine 16. Profisaison wurde. Jedoch konnte er erneut nur drei Spiele gewinnen; beim LG Cup besiegte er Joe Johnson, bei den European Open Paul Davison und in der Qualifikation für die Snookerweltmeisterschaft Paul Sweeny, alle anderen Spiele verlor er, sein letztes mit 4:10 gegen Andrew Higginson. Auf der Weltrangliste war er auf Platz 126 von 128 Plätze, wodurch er erneut seinen Profistatus verlor. Es war der letzte Versuch von Chaperon, der im Anschluss daran keine neuen Anläufe mehr startete.

### Weitere Amateurkarriere
Chaperon war infolgedessen in der kanadischen Amateursezene aktiv. So erreichte er 2015 das Halbfinale der kanadischen Snooker-Meisterschaft und unterlag Floyd Ziegler. 2019 gelang ihm der Sieg über Ziegler im Achtelfinale und Chaperon zog schließlich ins Finale ein, wo er mit einem 6:5-Sieg über Lobsang Lama zum zweiten Mal kanadischer Meister wurde. Interessanterweise liegen so zwischen den drei Finalteilnahmen stets jeweils 19 Jahre.
Außerdem gewann Chaperon 2018 beispielsweise die 50. Ausgabe des Snow Tournaments durch einen 4:0-Sieg über Fern Loyer. Des Weiteren ist er fünffacher Sieger des Invitation Pro/Am Snooker Tournament in Cambridge. Außerdem ist Chaperon ein begnadeter Poolbillard- und 9-Ball-Spieler und nahm in Amerika schon mehrfach an solchen Turnieren teil.

## Erfolge
| Ausgang              | Jahr                                       | Turnier                            | Finalgegner                             | Ergebnis |
| -------------------- | ------------------------------------------ | ---------------------------------- | --------------------------------------- | -------- |
| Amateurturnier       |                                            |                                    |                                         |          |
| Sieger               | 1981                                       | Kanadische Snooker-Meisterschaft   | Carey Lorraine                          | 9:5      |
| Zweiter              | 2000                                       | Kanadische Snooker-Meisterschaft   | Kirk Stevens                            | 3:6      |
| Sieger               | 2019                                       | Kanadische Snooker-Meisterschaft   | Lobsang Lama                            | 6:5      |
| Non-ranking-Turniere |                                            |                                    |                                         |          |
| Zweiter              | 1985                                       | Canadian Professional Championship | Cliff Thorburn                          | 4:6      |
| Teamwettbewerbe      |                                            |                                    |                                         |          |
| Sieger               | 1990 mit Cliff Thorburn und Alain Robidoux | World Cup                          | Alex Higgins Dennis Taylor Tommy Murphy | 9:5      |
| Ranglistenturniere   |                                            |                                    |                                         |          |
| Sieger               | 1990                                       | British Open                       | Alex Higgins                            | 10:8     |

## Material
- Bob Chaperon bei CueTracker
- Bob Chaperon in der Snooker Database (englisch) Die Webseite ist derzeit nicht erreichbar. Eine Archivversion könnte sich unter diesem Link im Internet Archive befinden.